# 鴨去京都
《鴨去京都》，是日本富士電視台於2013年4月9日開始每週二晚上21:00 - 21:54之間播放的電視連續劇；第一集延長播放（21:00 - 22:04）。

## 劇情簡介
日本財務省財務官上羽鴨（28歲），因母親突然驟逝，回到家鄉京都繼承日式老字號旅館「上羽屋」，但因經營不善還背負龐大貸款，陷入被外商管理公司併購的危機中…

## 演員

### 主要人物
- 上羽鴨 － 松下奈緒（少女時期：荒田悠良） 飾演
- 衣川周平 － 椎名桔平（少年時期：遠藤舜大）飾演
- 梅垣鈴風 － 若村麻由美 飾演

### 上羽屋
- 上羽薰 － 市毛良枝（日语：市毛良枝） 飾演
- 鹽見鞠子 － 片瀨梨乃（日语：かたせ梨乃） 飾演

### 仲居
- 間山紗江 － 堀內敬子 飾演
- 柴田優梨愛 － 岡本梓（日语：岡本あずさ） 飾演
- 大塚賴子 － 楠見薫 飾演
- 倉田繪美 － 八木菜菜花（日语：八木菜々花） 飾
- 玉山未知 － 彩也子 飾演

### 男服務生
- 峰岸鼓太郎 － 笹野高史（日语：笹野高史） 飾演
- 石原圭介 － 佐野岳 飾演
- 矢澤響一 － 御厨響一 飾演

### 板場
- 寺石秀 － 高杉亘（日语：高杉亘） 飾演
- 八木飛雄馬 － 小柳友 飾演

### 其他
- 加茂京介 － 大東駿介 飾演
- 高瀨裕次郎 － 伊武雅刀 飾演
- 石黑哲也 － 丸山智己（日语：丸山智己）飾演
- 仲代公吉 － 松平健 特別出演

### 客串
- 澀谷敦子 － 市川實和子（日语：市川実和子） 客串（第1集）
- 桐村 － 茂呂師岡（日语：モロ師岡） 客串（第2集）
- 亮太 － 湯淺崇 客串（第2集）
- 安永真知子 － 江波杏子 客串（第3集）
- 大場夏美 － 石野陽子 飾演
- 大場弓香 － 美山加戀 客串（第3集）

## 播放日期
| 集數                                                     | 播放日期      | 日文副標題 | 編劇     | 導演     | 週間最高收視率 |
| -------------------------------------------------------- | ------------- | ---------- | -------- | -------- | -------------- |
| 01                                                       | 2013年4月9日  |            | 森迅史   | 永山耕三 | 11.1%          |
| 02                                                       | 2013年4月16日 |            | 酒井雅秋 | 永山耕三 | 9.3%           |
| 03                                                       | 2013年4月23日 |            | 森迅史   | 兼崎涼介 | 10.9%          |
| 04                                                       | 2013年4月30日 |            | 酒井雅秋 | 兼崎涼介 | 9.4%           |
| 05                                                       | 2013年5月7日  |            | 岩下悠子 | 永山耕三 | 11.1%          |
| 06                                                       | 2013年5月14日 |            | 岩下悠子 | 並木道子 | 9.6%           |
| 07                                                       | 2013年5月21日 |            | 森迅史   | 兼崎涼介 | 9.5%           |
| 08                                                       | 2013年5月28日 |            | 酒井雅秋 | 兼崎涼介 | 8.7%           |
| 09                                                       | 2013年6月4日  |            | 酒井雅秋 | 永山耕三 | 6.8%           |
| 10                                                       | 2013年6月11日 |            | 岩下悠子 | 並木道子 | 9.2%           |
| 11                                                       | 2013年6月18日 |            | 森迅史   | 永山耕三 | 12.2%          |
| 平均收視率：9.8%（收視率由Video Research於關東地區調查） |               |            |          |          |                |

## 外部連結
- 富士電視台《鴨去京都》官網（日語）

| 日本富士電視台 火九連續劇週二21:00至21:54 | 日本富士電視台 火九連續劇週二21:00至21:54                       | 日本富士電視台 火九連續劇週二21:00至21:54 |
| ----------------------------------------- | --------------------------------------------------------------- | ----------------------------------------- |
|                                           | 鴨，去京都。 ～老牌旅館的老闆娘日記～ （2013年4月9日－6月18日） |                                           |
| LAST HOPE （2013年1月15日－3月26日）      | 救命病棟24時5 （2013年7月9日－9月10日）                         |                                           |